# Армстронг, Артур Хилари
А́ртур Хи́лари А́рмстронг (англ. Arthur Hilary (A. H.) Armstrong; 13 августа 1909, Хов, Англия — 16 октября 1997) — британский антиковед, переводчик Плотина. Именной профессор Ливерпульского университета (эмерит). Член Британской академии (1970).

## Биография
В 1932 году окончил Колледж Иисуса Кембриджского университета со степенью бакалавра искусств и в 1935 году получил степень магистра искусств.
В 1950—1972 годах гладстонский профессор греческих исследований Ливерпульского университета, затем профессор-эмерит.
Автор книги «Архитектура умопостигаемого мира в философии Плотина» (CUP, 1940).
С 1933 года женат на Деборе Вильсон (Deborah Wilson), два сына и три дочери.